# Alain Schultz
Alain Schultz (* 17. Februar 1983) ist ein Schweizer ehemaliger Fussballspieler.

## Karriere
Alain Schultz begann seine Fussballkarriere beim FC Aarau und beim FC Wohlen, wo er seine ersten Profieinsätze hatte. Zwischen 2004 und 2009 wurde er in der Challenge League zu einem der torgefährlichsten Mittelfeldspieler der Liga und schoss viele Tore für den FC Wohlen. In der Saison 2007/08 schoss er 20 Tore für Wohlen und zog damit das Interesse der Super-League-Vereine auf sich. Im Februar 2009 kaufte ihn der Grasshopper Club Zürich. Er kam regelmässig in der Schweizer Meisterschaft zum Einsatz und schoss in der Saison 2008/09 in 16 Spielen zwei Tore für die Grasshoppers. Im Juli 2010 kehrte er wieder zum FC Wohlen zurück, für den er elf Tore in 29 Einsätzen erzielte.
Nur eine Saison später verpflichtete der FC Aarau seinen früheren U21-Spieler auf die Saison 2011/12. Dank dem Aufstieg des Vereins spielte er in der Saison 2013/14 wieder in der Super League.
Ende 2014 kehrte er zum FC Wohlen in die 1. Liga Promotion zurück. 2019 gab er sein Karriere-Ende als Profifussballer bekannt und wechselte in die (regionale) 2. Liga zur 2. Mannschaft des FC Wohlen, für die er auch Assistenztrainer war. Mitte 2020 wechselte er zum FC Sarmenstorf, der ebenfalls in der 2. Liga spielt. Für den FC Wohlen trainiert er noch das U17-Team.